# Wacław Cisłowski
Wacław Cisłowski (ur. w 1924 w Miechowie, zm. w 1997 w Kielcach) – polski artysta fotograf, uhonorowany tytułem Artiste FIAP (AFIAP). Członek Związku Polskich Artystów Fotografików. Członek Świętokrzyskiego Towarzystwa Fotograficznego. Artysta Kieleckiej Szkoły Krajobrazu.

## Życiorys
Wacław Cisłowski ukończył Wyższą Szkołę Ekonomiczną w Krakowie. W 1955 roku był współzałożycielem Kieleckiego Oddziału Polskiego Towarzystwa Fotograficznego. W latach 1961–1982 był członkiem Świętokrzyskiego Towarzystwa Fotograficznego w Kielcach, a od 1976 do 1978 roku członkiem artystycznej „Grupy 10x10" przy Kieleckiej Delegaturze Związku Polskich Artystów Fotografików. W roku 1978 był współtwórcą Okręgu Świętokrzyskiego Związku Polskich Artystów Fotografików.
W 1983 roku Wacław Cisłowski – w ramach działalności artystycznej w Kieleckiej Szkole Krajobrazu – został włączony do zespołu artystów odznaczonych Nagrodą Zespołową Ministra Kultury i Sztuki I Stopnia: „za stworzenie artystycznej dokumentacji polskiego krajobrazu rolniczego”. Wyróżniony zbiorową Odznaką Za Zasługi dla Kielecczyzny (1980) i Nagrodą Zespołową I Stopnia z Funduszu Nauki i Kultury im. Stanisława Staszica (1982).
Międzynarodowa Federacja Sztuki Fotograficznej FIAP przyznała mu honorowy tytuł Artiste FIAP (AFIAP).